# Hartwig Altenmüller
Hartwig Altenmüller  (nacido en 1938, en Saulgau, Württemberg, Alemania) es un egiptólogo alemán. Se convirtió en profesor en el Instituto Arqueológico de la Universidad de Hamburgo en 1971. Trabajó como arqueólogo en Saqqara de 1969 a 1982, y luego en el Valle de los Reyes (donde trabajó en KV13, KV14 y KV47) de 1984 a 1998, y se jubiló en 2003.

## Biografía
Altenmüller procedía de la familia de un maestro de escuela de la Alta Suabia, del que era el segundo de ocho hijos. En la década de 1950, la familia se trasladó a Rottweil, donde Altenmüller asistió a la Escuela de Gramática Albertus Magnus, que enseñaba lenguas clásicas. En 1953 ingresó en el seminario protestante de Maulbronn y en 1955 se trasladó al seminario protestante de Blaubeuren, donde recibió clases de Hellmut Brunner y su esposa Emma Brunner-Traut. En 1957 dejó la escuela del monasterio con el Maturum (Abitur) para estudiar filología clásica en Tubinga y Múnich. A partir de 1960, comenzó el estudio de egiptología y estudios clásicos en Tubinga, Múnich y París.
En 1964 se doctoró en Múnich con el tema «Die Apotropaia und die Götter Mittelägyptens. Eine typologische und religionsgeschichtliche Untersuchung der sog. „Zaubermesser“ des Mittleren Reiches (La Apotropaia y los dioses del Egipto Medio. Estudio tipológico e histórico-religioso de los llamados «cuchillos mágicos» del imperio Medio en español)». Posterior a eso, se trasladó a la Universidad de Hamburgo, donde trabajó como asistente de investigación en el Seminario de Hamburgo para la Historia y la Cultura de Oriente Próximo hasta 1969. En 1969/70 trabajó para el Instituto Arqueológico Alemán de El Cairo en investigaciones arqueológicas en la necrópolis de Saqqara y se graduó en egiptología en Hamburgo en 1970 con una tesis sobre «Los textos sobre el ritual funerario en las pirámides del Imperio Antiguo».
En 1971 recibió el nombramiento como catedrático de Egiptología y en 1979 sucedió a Wolfgang Helck como jefe del Departamento de Egiptología del Instituto Arqueológico de la Universidad de Hamburgo, cargo que ocupó hasta su jubilación en 2003.  En 1988, recibió la invitación a ser profesor visitante en la Universidad de Suhag en Egipto.